# 働き蜂
働き蜂（はたらきばち）とは、真社会性のハチ（スズメバチ科、ミツバチ科）における階級の一名称。子育て、餌探し、巣作り、巣の防衛など、産卵以外の一切の活動を担っている。雌であるが、生殖能力はない。

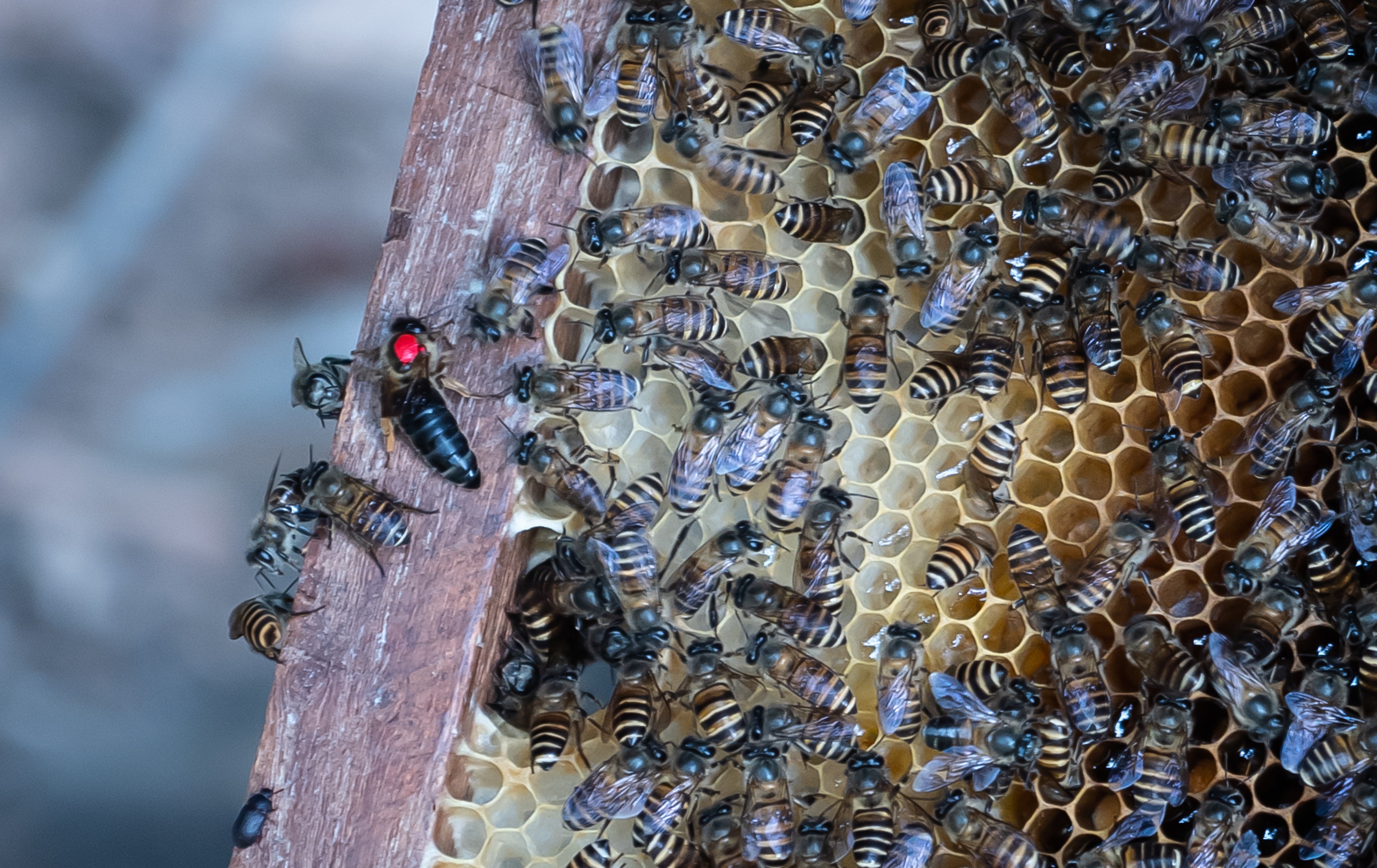
トウヨウミツバチの働きバチ（多数）と女王バチ（背中を赤で塗っている個体）

## 働きバチと血縁選択説
働きバチは雌であるが生殖能力を持たず子孫を残すことができない。にもかかわらずこのような特徴を進化させてきたのは、半倍数性性決定による。真社会性のハチでは二倍体が雌、一倍体が雄となる。雌である働きバチは、二倍体である女王バチの半分と、一倍体である雄バチの全ての染色体を受け継ぐことになる。従って、雌である働きバチ同士の姉妹間の血縁度が0.75となり、自分の子供（血縁度0.5）を作るよりも、姉妹を助けた方が包括適応度が高くなるため、働きバチのようなカーストが成り立つと考えられる。（詳細は血縁選択説を参照。）